# Nässjö IF
Denna artikel handlar främst om Nässjö IF som bandyklubb. Se också Nässjö IF Fotboll.
Nässjö IF är en idrottsförening i Nässjö i Sverige. Huvudföreningen bildades den 22 november 1899 och har främst varit framgångsrik i bandy och fotboll. Bandysektionen bildades 1907.
Till en början var dock dess skidsektion en av dess viktigaste grenar. Man anordnade bland annat Svenska skidspelen 1955.
Hemma på Skogsvallen har många fina bandyspelare, som till exempel, Nils "Nicke" Bergström, Arnold "Sladden" Bergström, Jan "Habo" Johansson, Ola Fredricson och Daniel Andersson lekt med  "det röda nystanet". Nässjö har spelat en mycket uppmärksammad, närmast legendarisk svensk bandyfinal mot Edsbyns IF, 1949, som på grund av den milda vintern fick spelas på Perstorpsgölen i skogen utanför Eksjö då is saknades på Stockholms stadion. Isen var dock enligt dåvarande målvakten Olle Bergström så dålig att på den delen av isen som var i solen fick man springa på tårna.  
På den tiden fanns det inga konstfrusna bandybanor. Nässjö IF blev svenska mästare genom att slå Edsbyns IF med 7-1. Klubben var också i SM-final 1939 och 1953, men blev då tvåa efter förluster mot IK Huge respektive Edsbyns IF. SM-brons vanns 1966 efter 8-5 mot Hammarby IF hemma på Skogsvallen, Nässjö (första gången bronsmatch spelades).
Nässjö IF spelar numera i Bandyallsvenskan, Sveriges näst högsta division. Man spelade i Sveriges högsta division senast säsongen 2002/2003.
Säsongen 2012–2013 stod en stor ny bandyhall färdig på Skogsvallen, en av Sveriges 14 bandyhallar, med namnet Stinsen Arena, efter sponsring från Lennart  "Aktiestinsen" Israelsson, som tidigare arbetade som stins i Nässjö.
Våren 2015 lade Nässjö IF på grund av ekonomiska problem ner hela dam- och flickverksamheten som beräknades ha en kostnad på 200 000 kr/säsong för att istället helt satsa på sitt herrlag som spelade i en lägre division. Beslutet kritiserades bl.a. skarpt av bandyförbundets dåvarande ordförande Stig Bertilsson som påtalade att dambandy är lika viktig som herrbandy. Herrlagets budget sänktes med 25 procent. Damlaget flyttade till återstartade IFK Nässjö som bland annat har flera SM-guld på ungdomsnivå samt även ett SM-guld för damer och flera F17-guld.
Nässjö IF:s A-lag för herrar har spelat kval till Elitserien sex säsonger i rad (2013/2014, 2014/15, 2015/16, 2016/17, 2017/18 och 2018/19) utan att lyckas ta steget upp till bandyns högsta nivå. Klubbens arbete med ekonomin  samt att man fått fram flera ungdomslandslagsspelare gör att föreningen ser positivt på framtiden.
Från oktober 2022 är Anders Torhall ny förbundskapten för P17-landslaget.

## Supporterklubb
Supporterklubben för bandylaget Nässjö IF heter Röda Bollen. Före 1997 hade supporterklubben namnet Blue Tigers. Man valde 1997 att ta tillbaka namnet Röda Bollen för det ansågs mer anrikt och förknippat med Nässjö IF.

## Övrigt
År 1912 spelades Smålands andra DM-turnering. Nässjö IF förlorade där semifinalen mot Kalmar med 1-2. Enligt boken Bandy genom åren, skrivet om denna match, fick  vänsteryttern Folke Karlsson från Nässjö IF, elva av sina tolv mål bortdömda för hög klubba.